# 린다 린다 린다
《린다 린다 린다》(일본어: リンダ リンダ リンダ)는 2005년 7월 23일 일본에서 개봉한 영화이다. 감독은 야마시타 노부히로이다. 대한민국의 배우 배두나가 출연했다.

## 줄거리
고등학교에서의 마지막 문화제를 맞은 3학년 학생들. 한국에서 온 송은 한일문화교류 코너를 마련하지만 아무도 오는 사람은 없다. 한편 밴드부인 세 사람 야마다, 시라카와, 타치바나는 난처한 상황이다. 보컬인 린코가 탈퇴했다. 지나가던 한국 유학생 송에게 보컬을 맡으라고 하자 건성으로 그런다고 했다가 송은 내용을 듣고 난색을 표한다. 그러나 선정된 블루 하츠의 곡을 듣고 보컬을 맡기로 결심한다. 축제까지 3일 이들은 연습에 들어가는데..

## 등장인물과 배우
- 송 (배두나): 한국에서 온 유학생이다. 고교 3학년.
- 야마다 쿄코 (마에다 아키): 고교 3학년. 같은 반의 카즈야를 짝사랑하고 있다.
- 시라카와 노조미 (세키네 시오리): 고교 3학년.
- 타치바나 케이 (카시이 유우) : 고교 3학년.
- 마에조노 토모키 (미우라 마사키) : 타치바니 케이의 옛 애인

마루모토 린코 - 미무라 타카요
이마무라 모에 - 유카와 시오네
나카지마 타카코 - 야마자키 유코 (MI-SIM)
코야마 선생 - 코모토 마사히로
마키하라 유사쿠 - 마츠야마 켄이치
오에 카즈야 - 고바야시 카츠야
아베 토모츠구 - 코이데 케이스케
케이의 엄마 - 릴리
나카야마 선생 - 후지이 카호이
쿄코의 오빠 - 콘도 코엔
피에르씨 - 피에르 다키
스튜디오 Q의 직원 - 야마모토 히로시
노래방 직원 - 야마모토 다케시

## 제작진 및 기타
- 감독: 야마시타 노부히로
- 제작: 사다이 유지
- 각본: 무카이 코스케, 미야시타 와카코, 야마시타 노부히로
- 프로듀서: 네기시 히로유키, 사다이 유지
- 주제가: 블루 하츠 〈끝나지 않는 노래〉 (終わらない歌)
- 삽입곡: 블루 하츠 〈린다 린다〉, 〈나의 오른 손〉 (僕の右手), 베이스 볼 베어 〈April Mirage〉, 〈SAYONARA-NOSTALGIA〉
- 음악: 제임스 이하 (전: 스매싱 펌킨스)